# Георги Гогов
Георги Гогов или Хаджигогов, наричан Гого чорбаджи, е изявен деец на Българското възраждане в Македония, и един от ръководителите на Воденската българска община.

## Биография
Гогов е роден в 1821 година във Воден, тогава в Османската империя (днес Едеса, Гърция). Става един от водачите на българската партия в борбата срещу Цариградската патриаршия и гъркоманите за църковна независимост и българска просвета. Подарява къщата си в града за българско мъжко и девическо училище, в което учителства Неделя Петкова и дарява място за български параклис. Подпомага финансово училището както и председателя на общината Павел Божигробски.
На 15 септември 1861 година Георги Гогов пише писмо до Георги Раковски, в което описва злоупотребите на гръцкия владика Никодим и преследването на българщината във Воденско и се подписва:
| „ | ...Ваш искрен приятел гъркоядец, българин, воденский жител, един от спомагачите ви. | “ |

В 1869 година Георги Гогов държи хан във Воден, в който организира среща между Търпо Поповски и първенците на града, на която е решено да се открие първото българско училище там. Поповски описва в спомените си Гогов така:
| „ | ...прочутия патриот Георги Гогов, който в онова време беше най-събуденият и интелигентен гражданин в гр. Воден. | “ |

След извоюването на църковна независимост през 1870 година поддържа тесни връзки с новосъздадената Българска екзархия. Той е неин пълномощник относно ръководството на църковно-просветното движение и се занимава с уреждане на общинските въпроси във Воден и в Солун. В края на ноември 1870 година Гогов и учителят Димитър Македонски пристигат в Цариград с прошение от Воденска епархия за присъединяване към Екзархията. Той е представител на епархията на българския Църковно-народен събор в Цариград през 1871 година. На 14 май същата година подписва приетия от събора екзархийски устав. През пролетта на 1875 година Гогов влиза в остро пререкание със солунския митрополит, който се заканва, че гърците ще гонят непримиримо българите.
Воденският владика Агатангел (1870 – 1875) в писмо до Вселенския патриарх пише за Георги Гогов:
| „ | ... местен българеещ се, работещ всеотдайно в полза на Българската екзархия, не само във Воден, но и в Солун. | “ |

Умира от удар във Воден през 1876 година, след като е похарчил значителното си състояние по българските просветни и църковни дела. Погребан е във Владово.
Българската екзархия не забравя големите заслуги на Гогов. През 1882 година тя предприема действия за облекчаване положението на неговата вдовица Елена Гогова.
Атанас Шопов в 1893 година го нарича:
| „      | ...знаменит воденски покойник, пред памятта на когото всекой воденски българин е длъжен да свали шапка. Той е именно известният неуморим и пъргав деятел Георгий Гогов, известен само по името Гого, кото е бил душата на малцината воденски първенци, които са посяли святото народно чувство и са турили зачалото на Българското възраждане във Воден... Заслугите на Гого, това са българските чувства, народния дух на цяло Солунско и Воденско, това е възроденият българин в онзи край. Гого там е зачалото на българщината, семето, което дава и ще продължава да дава своя плод. Щом се е родил църковният български въпрос, щом е блеснала далеч някъде от Воден искрица на Българското възраждане и Гого е започнал да се бори за духовните права на народността и езика си. | “ |
| [ 13 ] | |   |